# Федерални Универзитет у Баији
12° 59′ 37″ S 38° 31′ 13″ W / 12.99361° Ј; 38.52028° З
Федерални Универзитет у Баији (порт. Universidade Federal da Bahia) је јавни универзитет који се налази у граду Салвадор у Бразилу. То је највећи универзитет у Баији. 
Студенти тамо могу да студирају без плаћања школарине зато што је то јавни универзитет. Студенти морају проћи годишњи испит како би се придружили универзитету.
Универзитет је основан 1946. године и данас га похађа око 27.549 студената.